# John Campbell (officier de la Royal Navy)
Pour les articles homonymes, voir John Campbell et Campbell.
John Campbell, né en 1720 dans la paroisse de Kirkbean, près de Dumfries en Écosse, et mort à Londres le 16 décembre 1790, est un officier de marine britannique, expert en navigation.
Très jeune, il s'engage dans la Royal Navy et fait un tour du monde en 1740 sur le HMS Centurion. Vice admiral, il est également gouverneur et commandant en chef de la colonie de Terre-Neuve de 1782 à 1785.

## Biographie

### Les années d'apprentissage
John Campbell naît dans la paroisse de Kirkbean, à peu de distance du lieu de naissance de John Paul Jones, le « père de la Marine américaine ».
Son père — John Campbell, mort en 1733 — est le pasteur de Kirkbean. Très jeune, John Campbell s'initie au cabotage maritime. Il sert durant 3 ans sur le HMS Blenheim (en), le HMS Torbay (en), puis sur le HMS Russell (en), avant d'être affecté comme midshipman — « cadet, aspirant » dans la Royal Navy — en 1740 sur le HMS Centurion.
Durant le tour du monde du Centurion, sous les ordres du commodore George Anson, il est promu sous-lieutenant puis capitaine d'armes après le combat contre le galion manillais Nuestra Señora de Covadonga. Sur le même navire, se trouve également Augustus Keppel, avec lequel Campbell lie une longue amitié.
De retour en janvier 1745, Campbell prépare son examen pour le grade de lieutenant ; grâce au soutien d'Anson, il obtient rapidement un commandement sur un sloop et, dès novembre 1747, un second avec une promotion au grade de post-captain de la frégate Bellona, poste qu'il garde jusqu'en 1748. Apprécié pour ses succès obtenus sur le Bellona, il reçoit en 1749 le commandement de l'expédition vers l'océan Pacifique sur le HMS Porcupine, puis sur le HMS Raven ; il est ensuite chargé d'une autre expédition vers le passage du Nord-Ouest et celui du Nord-Est, finalement annulée pour des raisons politiques.

### Astronomie
Vers 1747, Campbell effectue des expériences dans le domaine de la navigation utilisant l'astronomie, étant le premier à utiliser l'octant de John Hadley pour mesurer la distance angulaire entre la Lune et des étoiles fixes.
L'Astronome royal, James Bradley, auquel les mesures sont présentées, découvre qu'elles correspondent exactement aux données scientifiques. Par la suite, Bradley et Campbell effectuent à Greenwich de nombreux relevés des distances de la Lune au Soleil ou à certaines étoiles, ou des étoiles entre elles.
Après le Bellona, Campbell reçoit le commandement du HMS Mermaid (en), du HMS Prince — un deuxième rang de 90 canons — et, en 1757, de l'Essex — vaisseau de troisième rang de 64 canons — dans l'escadre de Edward Hawke qui contrôle le Golfe de Gascogne durant le blocus de Brest. De 1758 à 1759, à la tête du HMS Royal George sous le pavillon d'Anson, il commande également l'escadre de Brest.
En 1756, alors que Campbell commande l'Essex, James Bradley propose au Bureau des longitudes, présidé par Anson, que le capitaine puisse vérifier des nouvelles théories de Tobias Mayer. Campbell s'en acquitte avec succès, face aux côtes bretonnes « bien qu'elles [les mesures] n'aient pas été effectuées avec le soin qu'elles auraient mérité, si j'avais été seul, dans la mesure où durant toute l'expédition, je devais demeurer en compagnie d'un amiral auquel je devais obéir […] » ; ses essais vont influencer profondément la navigation maritime durant les 250 années qui suivent. Il compare le cercle répétiteur de Mayer à l'octant d'Hadley en bois pour mesurer les distances lunaires ; ce faisant, il juge l'instrument de Mayer peu pratique, trop lourd alors que celui d'Hadley, bien que ne permettant pas la mesure d'angles supérieurs à 90° et trop souvent instable compte tenu de sa structure en bois, lui semble plus maniable. En conséquence, il suggère des améliorations à apporter à l'octant d'Hadley, permettant la mesure d'angles jusqu'à 120°, à fabriquer en laiton plutôt qu'en bois. En 1759, l'astronome John Bird (en), commissionné par le Bureau des longitudes, élabore un instrument qui tient compte de ces suggestions, un sextant de 20 pouces avec un cadre de laiton, d’un tiers du poids de l’ancien cercle répétiteur de 410 mm de diamètre (16 pouces), un prototype du sextant toujours en usage dans la Marine au XXIe siècle.

### La guerre de Sept Ans
John Campbell reprend le commandement du Royal George en tant que Flag captain en novembre 1759, lorsque Hawke transfert son pavillon sur ce bateau ; c’est sous ce grade qu’il prend part à la bataille des Cardinaux le 20 novembre 1759. C’est lui qu’Hawke envoie le 24 novembre, sur la frégate Vengeance, annoncer la victoire en Angleterre, nouvelle qu’il remet personnellement au roi George II, après 6 jours de navigation en compagnie de Lord Anson désormais First Lord of the Admiralty.
Campbell est ensuite nommé capitaine du Dorsetshire — un vaisseau de troisième rang de 70 canons —, poste qu’il assure entre son port d’attache et la Méditerranée, de 1760 jusqu’à la paix de 1763. Il est admis à la Royal Society le 24 mai 1764 et devient l’un des visitors de l’Observatoire royal de Greenwich à partir de mars 1765.
Il commande, à partir de 1764, le yacht Mary (en), puis le HMY Royal Caroline (en) — un yacht royal trois-mâts carré —, commandement qu’il conserve jusqu’à ce qu’il soit nommé Rear admiral of the blue le 23 janvier 1778.
Il est choisi, en mars 1778, par son vieil ami l’amiral Keppel, commandant de la flotte de la Manche, pour être son assistant — captain of the fleet (en) — sur le HMS Victory, choisi en mai 1778 pour porter le pavillon de Keppel.
À ce poste, il tient un rôle déterminant durant la bataille d'Ouessant, le 27 juillet 1778. Pour ces faits d’armes, il est chaudement recommandé au roi George III par le Lord de l'Amirauté John Montagu. Il conserve ce commandement jusqu’à la fin de l’année 1778.

### Gouverneur

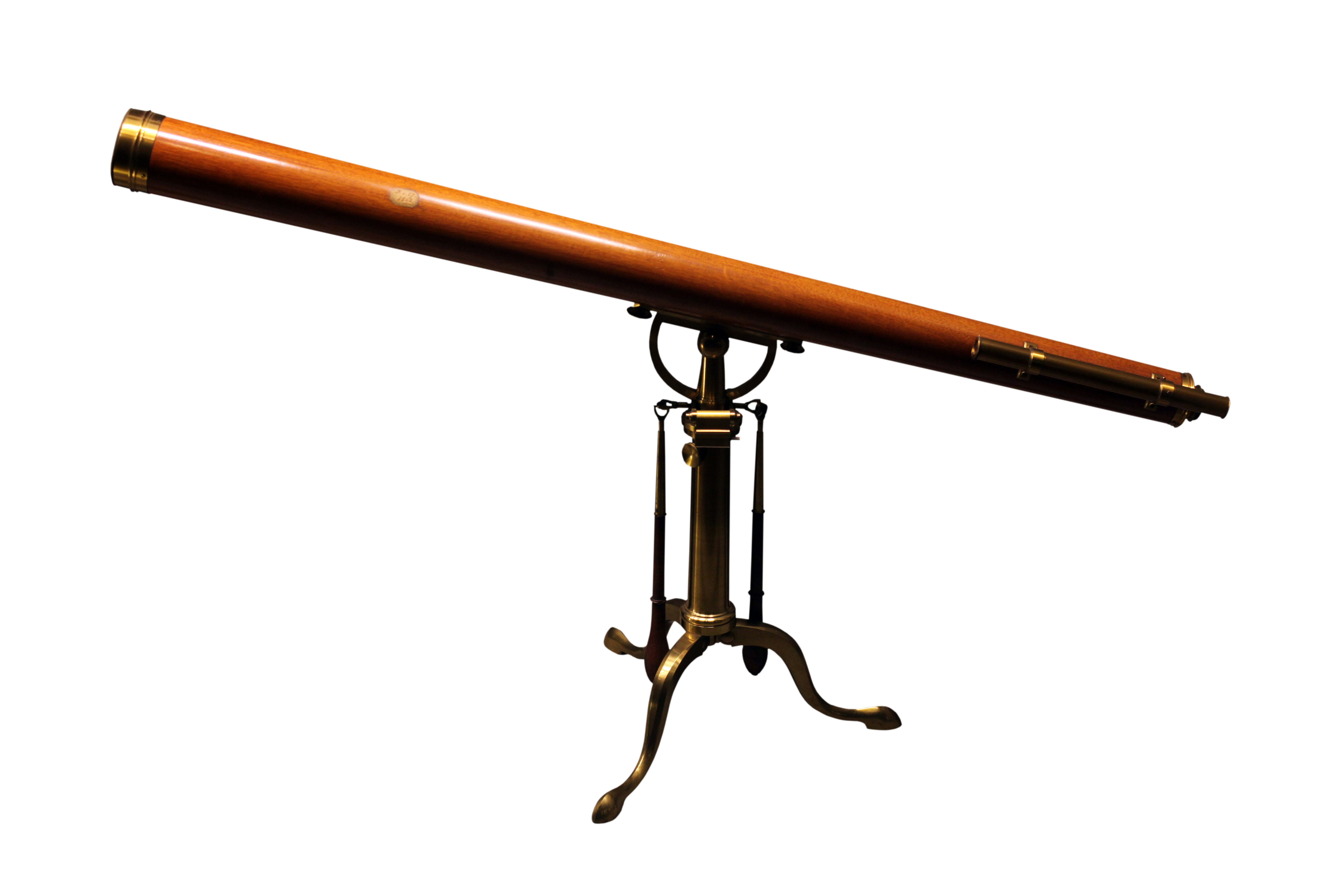
Télescope achromatique de Hooke.

Campbell ne reçoit plus d’autre commandement jusqu’à avril 1782.
Keppel, successeur de Sandwich comme first sea lord, appelle Campbell, désormais vice-admiral of the white, pour le poste de gouverneur et de commandant en chef de la colonie de Terre-Neuve ; Campbell part pour rejoindre son poste à bord du vaisseau de 50 canons HMS Portland le 17 juin 1782. Le 25 juin, l’escadre de 28 bateaux dont fait partie le Portland, est interceptée par la flotte franco-espagnole commandée par Luis de Córdova y Córdova. Le Portland, aux côtés de neuf autres vaisseaux, parvient à prendre le large, alors que 18 navires sont capturés. Campbell demeure gouverneur de la colonie jusqu’en 1785.
Il retourne en Angleterre périodiquement, lui permettant en 1784 et en 1785 — à la demande de l’astronome Hans Moritz von Brühl — de tester le premier chronomètre de Thomas Mudge ; il emprunte à cette occasion un télescope achromatique au Bureau des longitudes pour vérifier la longitude de Terre-Neuve.
Résultat de la proclamation par Campbell de la liberté de culte dans la colonie de Terre-Neuve, James Louis O'Donel (en) autorise la construction d’une chapelle catholique.

## Commandements
- 1740 : voyage autour du monde sur le Centurion ;
- 16 janvier 1745 : grade de lieutenant[4] ;
- 27 mai 1747 : premier commandement[4] ;
- 23 novembre 1747 : grade de capitaine[4] ;
- 23 janvier 1778 : promu rear admiral of the Blue[4] ;
- 29 janvier 1778 : promu rear admiral of the White[4] ;
- 19 mars 1779 : promu vice admiral of the Blue[4] ;
- 26 septembre 1780 : promu vice admiral of the White[4] ;
- 1782-1786 : commandant en chef et gouverneur de la colonie de Terre-Neuve[4] ;
- 24 septembre 1787 : promu vice admiral of the Red[4].